# 罗克萨娜·文盖尔

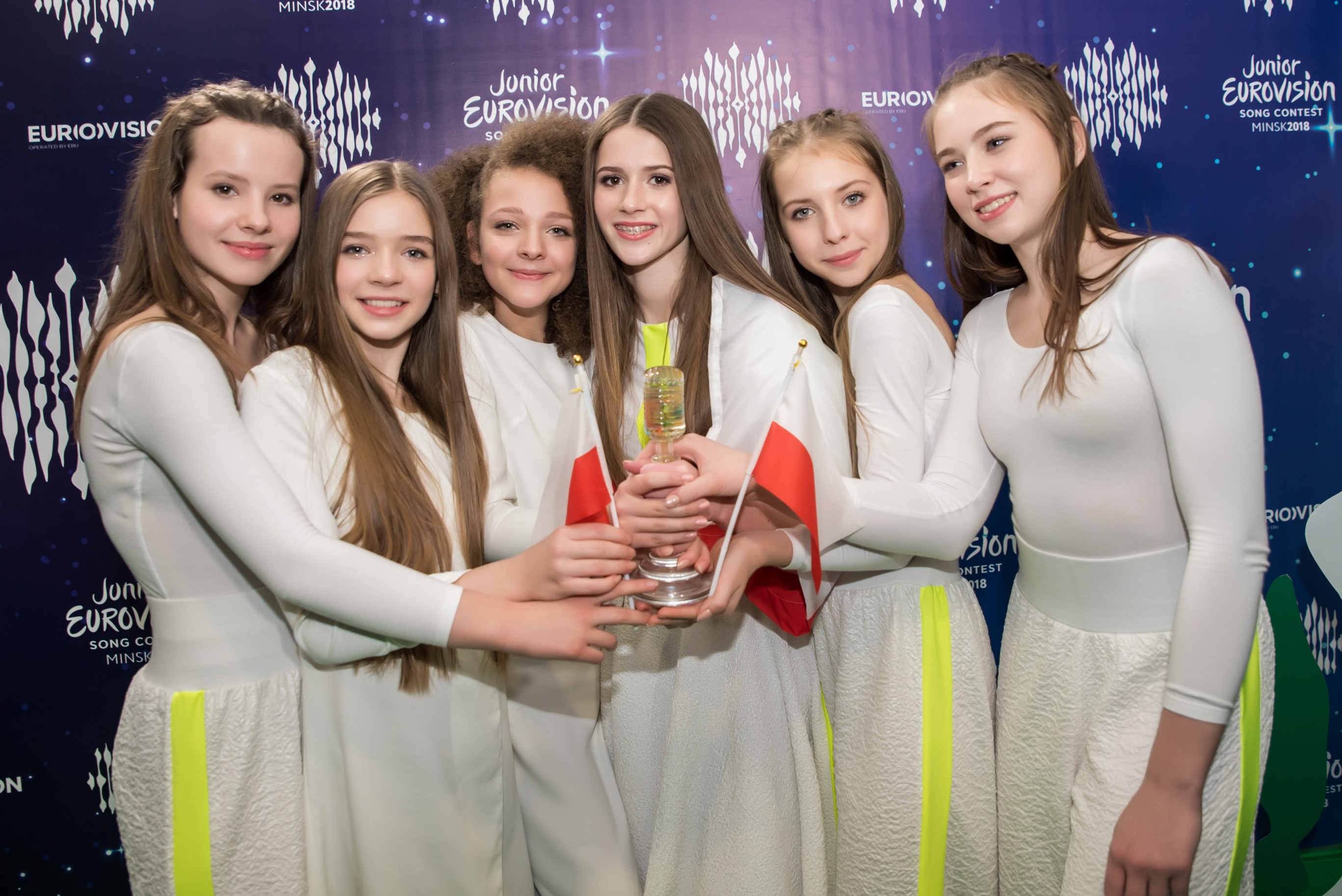
罗克萨娜·文盖尔與其伴舞於2018年歐洲青少年歌唱大賽

罗克萨娜·文盖尔-姆格莱伊（波蘭語：Roksana Węgiel-Mglej，發音：[rɔˈksana ˈvɛŋɡʲɛl]；2005年1月11日—），暱稱羅克西（Roxie），是波兰女歌手，曾代表波兰参加歐洲青少年歌唱大賽的歌唱比赛。她在2019年共被提名6项奖项，并在索波特国际歌曲节等三个颁奖典礼上获奖。她的出版作品包含一个录音室专辑和多首单曲。

## 簡歷
罗克萨娜·文盖尔2005年出生於波蘭亚斯沃。小時候，她參加過藝術體操和國標舞比賽，此外還參加過國際柔道比賽。文盖尔於8歲開始唱歌。
2018年，她以歌曲我想成為的任何人於2018年歐洲青少年歌唱大賽獲得優勝，是第一位贏得歐洲青少年歌唱大賽的波蘭選手。

## 外部連結
- 官方網站 （页面存档备份，存于） （波兰語）
- 官方Facebook頁面 （页面存档备份，存于）
- 官方instagram頁面 （页面存档备份，存于）